# پنوموکونیوز
پنوموکونیوز (Pneumoconiosis) گروهی از بیماری‌های تحدیدی ریوی ناشی از استنشاق غبارهای معدنی هستند (مانند آزبست، سیلیس و فلزاتی چون آهن و بریلیوم). استنشاق مداوم این ذرات در طی سال‌ها ممکن است باعث ایجاد مناطق کوچک التهابی و فیبروز در ریه گردد.
واژه پنوموکونیوز از واژه‌های یونانی pneumo به معنی هوا و نفس (و شش) و coniosis از ریشه konis به معنی غبار تشکیل شده و «غبارشُشی» معنی می‌دهد.

## انواع
غبارششی را می‌توان با در نظر گرفتن عوامل ایجادکننده، علایم رادیولوژیکی، ضایعات پاتولوژیکی یا شرایط محیطی طبقه‌بندی نمود:
- طبقه‌بندی با توجه به شرایط محیطی:

بر این اساس پنوموکونیوزها به دو دسته شغلی و غیر شغلی تقسیم می‌شوند. منظور از پنوموکونیوزهای غیر شغلی تغییراتی است که در ریه شهرنشین‌ها در اثر استنشاق هوای آلوده شهری ایجاد می‌گردد.
- طبقه‌بندی با توجه به عوامل ایجادکننده:

در این طبقه‌بندی پنوموکونیوزها به خصوص پنوموکونیوزهای شغلی را می‌توان به سه دسته پنوموکونیوزهای ناشی از گرد و غبارهای معدنی، گیاهی و حیوانی تقسیم‌بندی نمود.آزبستوزیس ناشی از آزبست، سیلیکوزیس از سیلیکا، آنتراکوزیز یا ریه سیاه ناشی از زغال‌سنگ، فیبروز بوکسیت از بوکسیت، سیدروزیز از آهن، سیلیکوسیدروزیز از آهن و سیلیس هم‌زمان و ....
- طبقه‌بندی با توجه به ضایعات پاتولوژیکی:

در این نوع طبقه‌بندی پنوموکونیوزها به دو دسته پنوموکونیوزهای شدید یا بدخیم (مانند آزبستوزیس و سیلیکوزیس) و پنوموکونیوزهای خفیف یا خوش خیم (مانند سیدروزیس و باریتوزیس) تقسیم می‌شوند.
- طبقه‌بندی رادیولوژیکی:

بیشتر پنوموکونیوزهای ناشی از گرد و غبارهای معدنی سبب به وجود آمدن تغییرات رادیولوژیکی در ریه می‌گردند. بررسی این تغییرات با در نظر گرفتن سابقه شغلی کارگر کافی می‌باشد. در صورتی‌که گرد و غبارهای آلی چون پنبه یا کنف سبب ایجاد تغییرات کلاسیک نمی‌گردند.

## تشخیص و درمان
بررسی‌های تشخیصی ممکن است شامل رادیوگرافی قفسه سینه و آزمون‌های عملکرد ریه (محدودیت حجم‌های ریوی در اسپیرومتری) باشند.
بیماری درمان خاصی ندارد و هدف از درمان، تسکین علایم و برطرف کردن عوارض است شاید اکسیژن تراپی، فیزیوتراپی ریوی، دوری از غبار، ترک سیگار و بخور مفید باشند. تزریق واکسن سل و آنفلوآنزا ممکن است مفید باشند. اقدامات زیر ممکن است سبب تسکین علایم و محافظت در برابر عفونت‌های ریوی مکرر گردد:
- اقدام به درمان طبی برای هرگونه عفونت تنفسی از جمله سرماخوردگی
- سکونت در مناطق آب وهوایی گرم و خشک و اکسیژن بالا در صورت پیشرفته بودن بیماری
- تخلیه ترشحات نایژه‌ای بااستفاده از یک دستگاه مرطوب‌کننده با بخار سرد جهت رقیق کردن ترشحات ریوی و در نتیجه آسان تر تخلیه شدن آن‌ها با سرفه.
- ترک استعمال دخانیات
- گشادکننده‌های برونش، خلط‌آور و در صورت نیاز آنتی‌بیوتیک